# Население Гамбии

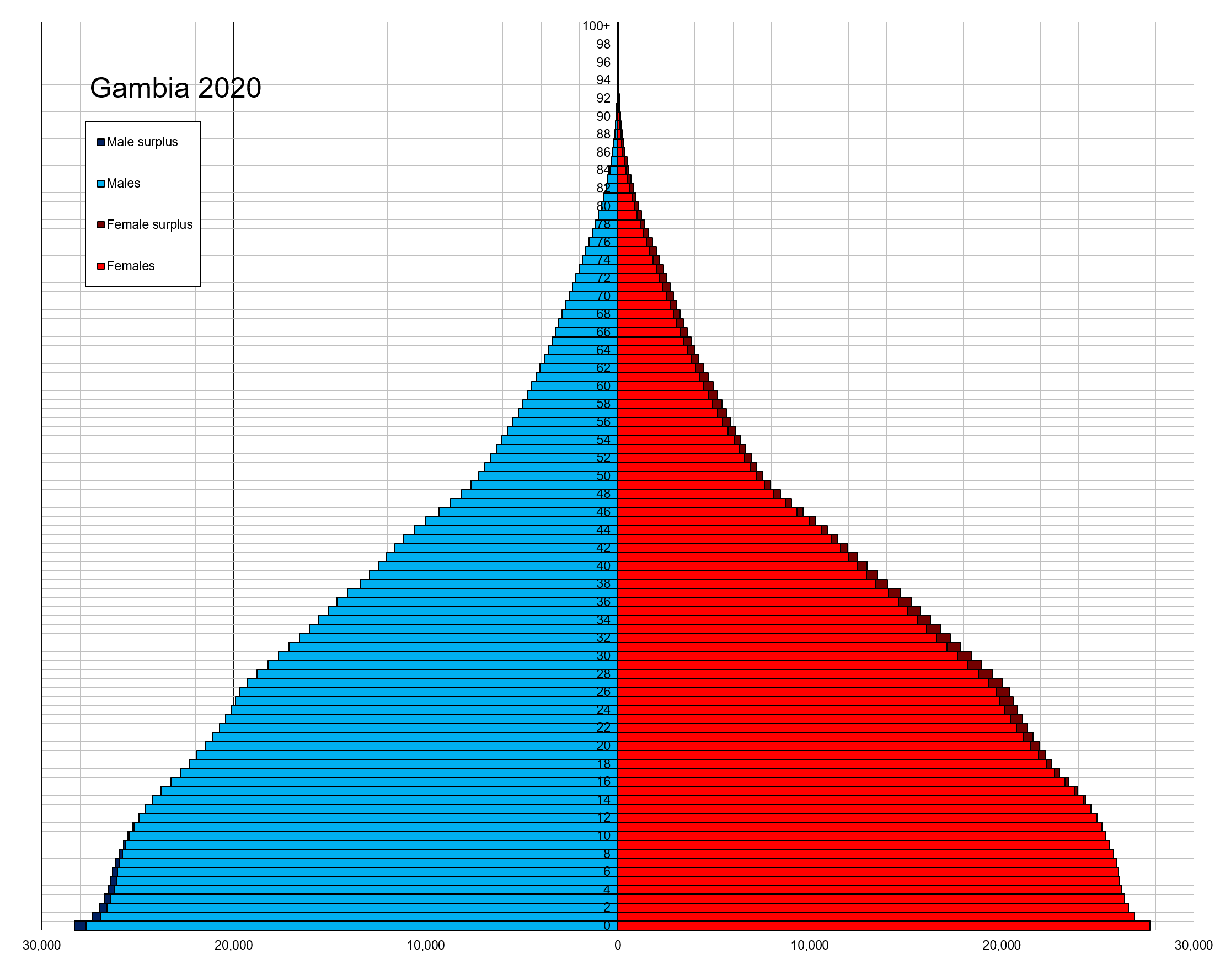
Возрастно-половая пирамида населения Гамбии на 2020 год

Население страны составляет 1 600 000 (2007), из которых 99 % африканцы в том числе: 42 % — мандинка, 18 % — фульбе, 16 % — волоф, 10 % — диола, 9 % — сонинке. Плотность населения — 180,7 человек на км². В городах проживает 26,2 % населения страны (2003).
В половом разрезе наблюдается незначительное преобладание женщин (50,41 %) над мужчинами (49,59 %) (2003). 40,1 % населения относится к возрастной группе до 15 лет, 26,4 % — от 15 до 29 лет, 17,3 % — от 30 до 44 лет, 10,2 % — от 45 до 59 лет, 5,0 % — от 60 до 74 лет, 0,9 % — от 75 до 84 лет, 0,1 % — 85 лет и выше (2005). Средняя продолжительность жизни (2005): 52,3 года (мужчины), 56,0 лет (женщины).
Рождаемость — 39,9 на 1000 жителей (2005), смертность — 12,5 на 1000 жителей (2005). Естественный прирост — 27,4 на 1000 жителей (2005). Младенческая смертность — 75,13 на 1000 новорождённых (2003).
Экономически активное население (2003): 730 000 человек (52,2 %).
Каждый год в страну прибывают 20—30 тыс. мигрантов из Сенегала, Мали и Гвинеи, которые в основном работают на сборах урожая арахиса. Жители Гамбии также легко могут покидать территорию страны, что облегчается тем, что государственная граница плохо размечена и во многих местах не охраняется. В 2000 году в стране проживали 185 000 мигрантов, в том числе 12 000 беженцев.

## Население Гамбии
| Год            | Население |
| -------------- | --------- |
| 1              | 10 000    |
| 1000           | 50 000    |
| 1500           | 133 000   |
| 1700           | 378 000   |
| 1750           | 227 000   |
| 1800           | 136 000   |
| 1850           | 127 000   |
| 1900           | 233 000   |
| 1950           | 269 000   |
| 1960           | 327 000   |
| 1970           | 464 000   |
| 1980           | 616 000   |
| 1990           | 923 000   |
| 2000           | 1 367 100 |
| 2010           | 1 622 000 |
| 2030 (прогноз) | 2 439 000 |
| 2050 (прогноз) | 4 038 000 |
| 2100 (прогноз) | 5 100 000 |

## 3 крупнейших города (2010)
1. Серекунда — 392 000
2. Брикама — 95 000
3. Бакау — 65 000